# Nebeske kočije
«Nebeske kočije» — музичний альбом гурту Novi fosili. Виданий 1988 року лейблом Jugoton. Загальна тривалість композицій становить. Альбом відносять до напрямку поп.

## Список пісень
Сторона A
1. «Nebeske kočije»
2. «Ne, ne može mi ništa»
3. «Sedam dugih rok_wydania»
4. «Ma, šta je tebi»
5. «Zagrli moju dušu»

Сторона B
1. «Zovem te»
2. «Otiš'o je on»
3. «Ljubav koja nema kraj»
4. «Ne vjeruj suzama kad gube»
5. «Joj Blues»